# Anemone Teatret
Anemone-teatret er et dansk børneteater med lokaler i København. Teatret blev stiftet i 1984 af skuespillerne Lisbet Lipschitz og Albert Nielsen.
Teatret producerer selv forestillinger for varierede aldersgrupper, ligesom teatret lægger scene til gæstespil. Teatret drives af ansatte og frivillige.